# Mario Luzi
Pour les articles homonymes, voir Luzi.
Œuvres principales
- La Barque (1935)
- Avènement nocturne (1940)
- Une libation (1946)
- Cahier Gothique (1947)
- Prémices du désert (1952)
- Dans le magma (1966)
- Sur des fondements invisibles (1971)
- Hypatie (1973)
- Au feu de la controverse (1978)
- Pour le baptême de nos fragments (1985)
- Voyage terrestre et céleste de Simone Martini (1994)
- A l'image de l'homme (1999)
- Doctrine du complet débutant (2004)

Mario Luzi,
né le 20 octobre 1914 à Castello (it) (alors frazione de Sesto Fiorentino) près de Florence
où il est mort le 28 février 2005, est un poète, dramaturge, essayiste et sénateur italien.
Mario Luzi compte parmi les poètes italiens les plus importants du XXe siècle,.
Sa personnalité et son œuvre le placent au premier rang de la « troisième génération » poétique italienne ou « deuxième génération Hermétique (it) », aux côtés d'Attilio Bertolucci, Piero Bigongiari, Giorgio Caproni, et Vittorio Sereni.
Porté aux nues avec le recueil Avènement nocturne (1940), considéré dès sa parution comme un ouvrage majeur de la poésie italienne, Luzi devient le poète emblématique de l’hermétisme florentin. Bien que ses recueils immédiatement ultérieurs s'en éloignent irrévocablement, cette étiquette va cependant le poursuivre pendant plus de vingt ans au point d'être successivement la cible dans les années 1950 des néoréalistes puis dans les années 60 de la néo-avant-garde, jusqu'à être considéré comme « une page à tourner » selon l'expression d'Edoardo Sanguineti.
En 1963 Dans le magma montre une évolution radicale de sa poétique. Jusqu'alors intime et lyrique, dans une écriture tournée sur soi, Luzi considère dorénavant que « l'avenir est à une forme poétique qui sache accueillir une pluralité de voix et d'expériences, et intègre la dimension d'affrontement, de débat, inhérente à la modernité ». Cette nouvelle approche va faire de Luzi le principal interlocuteur des plus jeunes poètes italiens des années 1970 (Cesare Viviani, Eugenio De Signoribus...).
Par la suite, sa renommée ne cesse de s’accroître en Italie comme à l'étranger, grâce à la qualité et la nouveauté de ses ouvrages - recueils comme pièces de théâtre, ses essais confirmant la pleine conscience des procédés utilisés. Avec le recueil Pour le baptême de nos fragments (1985) commence une troisième et ultime période de son œuvre, caractérisée par une nouvelle liberté de forme et de rythme, un naturel, une richesse de registres qui servent une pensée et une spiritualité de plus en plus profondes et nuancées.

« Rien,
 il n'est pas de pierre, il n'est aucun lieu
 où tu puisses demeurer. »

— in Pour le baptême de nos fragments (trad. B. Simeone)
Tout au long de presque soixante-dix ans de création, de quinze recueils de poésie (et presque autant de pièces de théâtre en vers), la poésie de Mario Luzi a surtout montré un constant renouvellement, une perpétuelle remise en cause, caractéristiques d'une création toujours vive, à l’instar d’un Stravinsky ou d’un Matisse, ou si l'on tient à prendre en compte sa foi catholique, d'un Messiaen.
« Dire la naissance perpétuelle du monde et sa métamorphose, en un chant d'une infinie mobilité, capable aussi d'une sourde violence, tel est le sens même de la poésie pour ce Toscan de très grande culture. »

## Biographie

### 1914-1944: de l'enfance aux débuts poétiques
« Moi, vieille femme en cette vieille maison,

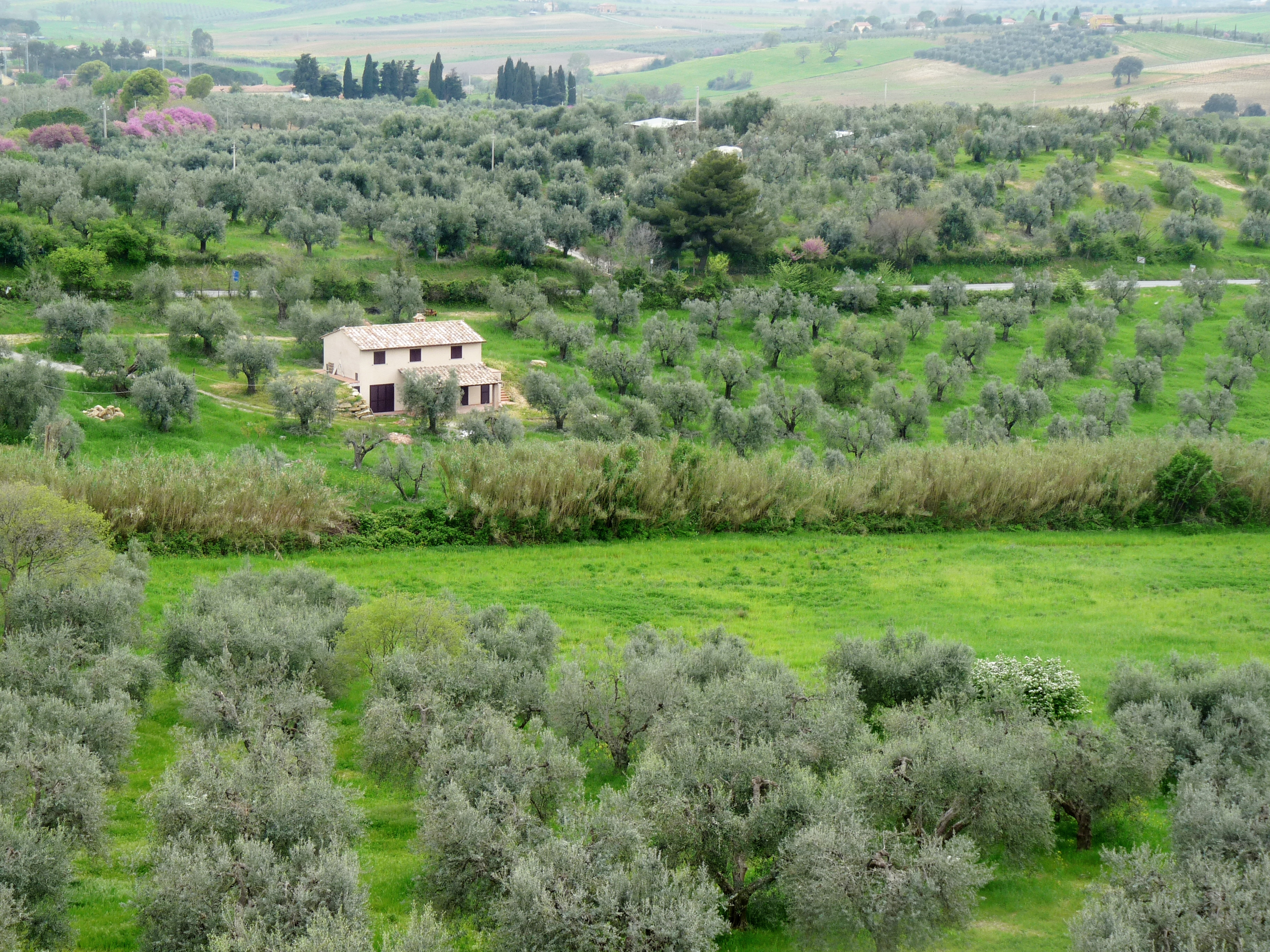
Paysage caractéristique de la Maremme, paysage rural et familier de l'enfance

je couds le passé au présent, je tisse

ensemble ton enfance et celle de ton fils

qui traverse la place avec les hirondelles. »

— Parques-Village, in La Barque (éd. 1960) (trad. J.-Y. Masson)

Mario Luzi est le deuxième enfant de Ciro Luzi, employé des chemins de fer, et de Margherita Papini.
Ils sont tous deux originaires de Samprugnano (aujourd'hui Semproniano) près de Grosseto en Maremme,
village où Mario Luzi séjournera régulièrement jusqu'en 1940, et qui sera une source d'inspiration constante pour sa poésie.
Il commence à écrire ses premiers poèmes à dix ans.
En 1926, il est envoyé chez son oncle à Milan, mais ne supportant pas la séparation d'avec ses parents, il finit ses études au lycée Tolomei de Sienne (1927-1929) : « Sienne fut la première et véritable révélation de la vie, des jeunes filles, de l'amour et plus tard de l'art. »
En octobre 1929, il rentre au Lycée Galilée de Florence. Son professeur de littérature italienne est Francesco Maggini, grand spécialiste de Dante. Il y fait la lecture décisive de Saint Augustin - la composante spirituelle chrétienne sera une constante de toute son œuvre, mais aussi des Chants Orphiques de Dino Campana.
En 1932, il commence ses études à l'Université de Florence, où il se lie d'amitié avec d'autres étudiants, dont certains deviendront célèbres : Piero Bigongiari (1914-1997), Carlo Bo (1911-2001), Oreste Macri (1913-1998) et Leone Traverso (1910-1968). Florence est alors en pleine effervescence artistique, véritable capitale de la littérature italienne des années 1930, et la décennie sera riche de rencontres littéraires, d'amitiés nouvelles : Attilio Bertolucci (1911-2000); Romano Bilenchi (1909-1989); celui qu'il appelle son « maître en poésie » - Carlo Betocchi (1899-1986); Alessandro Parronchi (1914-2007), le futur traducteur de Mallarmé; Vasco Pratolini (1913-1991); Vittorio Sereni (1913-1983)... En 1933, il rencontre sa future femme Elena Monaci (1913-2009).
Son activité littéraire commence dès 1931 par la collaboration à diverses revues :
Il Feroce (1931), la revue mensuelle de Fosco Maraini;
L’Italia letteraria (1933-34);
Il Ferruccio (it) (1933-35);
Il Frontespizio (1935) la revue de Piero Bargellini et Carlo Betocchi;
Letteratura (it) (1937);
Campo di Marte (it) (1938); Corrente (it) (1938); Prospettive (it) (1940-43) la revue de Malaparte;
La Ruota (1941-43) de Mario Alicata
et Primato (1941-43).
En 1935 - alors qu'il est encore étudiant - paraît son premier recueil la Barque (la Barca). Il est notamment salué par un article élogieux d'un auteur alors inconnu, Giorgio Caproni (1912-1990). De leur rencontre, quelques années plus tard, naîtra une grande amitié (qui durera jusqu'à la mort de Caproni).
En 1937, la fréquentation du Caffè Le Giubbe Rosse lui permet de rencontrer les « aînés » (et les plus jeunes) réunis autour d'Eugenio Montale (1896-1981), notamment Alessandro Bonsanti (1904-1984), Carlo Emilio Gadda (1893-1973), Alfonso Gatto (1909-1976), Tommaso Landolfi (1908-1979), Aldo Palazzeschi (1885-1974) et Elio Vittorini (1908-1966). Il rencontre par ailleurs le peintre Ottone Rosai (1895-1957) qui deviendra un grand ami.
En parallèle il poursuit ses études supérieures : en 1936 il a soutenu son mémoire sur François Mauriac, publié deux ans plus tard sous le titre L'Opium chrétien; en 1938 il est reçu brillamment au concours de recrutement des professeurs de lycée (équivalent italien de l'agrégation), section littératures italienne et latine. Après des débuts en tant que maître auxiliaire (1937), il commence à enseigner : en octobre 1938 il est nommé professeur d'italien et de latin à l'Institut Macedonio Melloni à Parme. Lors de son séjour parmesan (1938-1940), il fréquente Attilio Bertolucci, et les peintres Carlo Mattioli (1911-1994) et Giorgio Morandi (1890-1964).
Pour Luzi il s'agit d'une période (1935-1940) de crise et de grande mélancolie, dues principalement au contexte politique de l'Italie (fascisme, guerre d'Éthiopie, intervention italienne en Espagne...) dont son deuxième recueil Avènement nocturne (Avvento notturno), qui paraît en 1940 porte la trace. Le succès critique est cependant au rendez-vous : on situe Luzi dans les traces de Dino Campana et d'Arthur Rimbaud, et l'ouvrage est rapidement déclaré manifeste de l'Hermétisme (it). Autre signe de reconnaissance précoce : il est le plus jeune auteur retenu dans l'anthologie Lirici nuovi (1943) établie par Luciano Anceschi.
Reformé pour insuffisance respiratoire, Luzi se voit muté d'office en 1941 à l'Institut Carducci de San Miniato à Florence, avant d'obtenir un second poste à Rome, en tant que relecteur de bibliographies pour Il libro italiano. Il se partage alors entre Florence et Rome, où il voit surtout Giorgio Caproni. Le 20 juin 1942, Mario Luzi épouse Elena Monaci. Le couple s'installe au 55 Via Milton à Florence.
Le 25 juillet 1943, le jour de la chute de Mussolini, Alessandro Parroncchi, Romano Bilenchi, Mario Luzi et quelques autres élaborent un texte appelant à la constitution d'un gouvernement d'inspiration sociale-démocrate. Le texte est bloqué par la censure, encore active; les rédacteurs du manifeste doivent quitter Florence pour échapper à la police fasciste. Le couple Luzi se réfugie à Moncioni, frazione de Montevarchi. Gianni, leur fils, naît le 17 octobre 1943.
Juin 1944 : l'Italie est en plein chaos. Toujours caché à Moncioni, le poète, afin de rassurer ses parents installés à Florence depuis peu se rend à bicyclette à Florence accompagné d'Alessandro Parronchi : tous les ponts sur l'Arno ont été coupés, plusieurs quartiers sont défigurés par les bombardements, et Luzi ne peut que constater que l'immeuble via Milton où vivaient le couple, a été détruit et avec lui ses archives et ses livres.

### 1945-1959: journalisme et recherche poétique
À la fin de la guerre, Mario Luzi habite provisoirement avec sa femme et son fils chez ses parents à Florence, où il retrouve un poste de professeur au lycée scientifique Léonard de Vinci; il y enseignera jusqu'en 1963. En 1947, il rencontre Stephen Spender et Dylan Thomas, et noue une amitié avec Cristina Campo, alors compagne de Leone Traverso.
En 1946 et 1947 sont respectivement publiés Une libation (Un Brindisi) et Cahier Gothique (Quaderno Gotico), deux sommets de l'art Hermétique (it). Luzi écrit par ailleurs son premier drame, Pierre obscure (Pietra oscura), mais le drame traitant du suicide d'un prêtre, sa première représentation en 1950 se verra interdite par la censure sur intervention de l'Église, et Luzi ne le publiera finalement qu'en 1994.
Les années 1948-1949 seront une nouvelle période de dépression, due en partie à la difficulté de concilier l'écriture avec les tâches d'enseignement. Luzi rend de nombreuses visites à Carlo Betocchi dont l'amitié lui offre un précieux soutien. Il abandonne l'écriture d'un essai sur Mallarmé (qu'il n'arrivera à reprendre qu'en 1952). Il ne va pas retirer le prix Saint-Vincent qui lui est attribué en octobre pour son essai L'Enfer et les Limbes (L'inferno e il limbo).
Dans les années 1950, Luzi continue cependant de collaborer à des revues. On peut notamment citer sa participation avec un essai sur Igitur de Mallarmé à Paragone (it) que le critique d'art Roberto Longhi vient de fonder à Florence, et qui sera l'une des principales revues italiennes de la seconde moitié du XXe siècle. Il y a aussi entre 1951 et 1952 l'expérience malheureuse car épuisante pour Luzi de tenir la rubrique «cinéma» de La Nazione; mais surtout l'aventure de La Chimère (La Chimera) d'avril 1954 à juin 1955, un mensuel animé par tout le cercle d'amis de Luzi : Carlo Betocchi, Carlo Bo, Piero Bigongiari, Oreste Macri, Alessandro Parronchi. La Chimère, qui défend notamment l'idée d'une indépendance absolue de la littérature et de l'art par rapport à l'idéologie, engagera une assez vive polémique contre les défenseurs du néo-réalisme, notamment la revue Officina (it) de Pasolini, Fortini et Leonetti. L'ensemble de ses textes pour la Chimère seront recueillis en 1965 sous le titre Tout en question (Tutto in questione). En 1955, il commence sa collaboration à Il Tempo, rubrique littérature étrangère.
La décennie verra aussi la publication de deux recueils : Prémices du désert (Primizie del deserto) (1952, qui lui vaudra le prix Carducci), et Honneur du vrai (Onore del vero) en 1957 (prix Marzotto avec Umberto Saba), et d'essais, notamment l'Idée symboliste (L’idea simbolista) (octobre 1959), importante anthologie qui retrace la genèse de l'idée de symbole et sa diffusion dans toute la culture européenne à partir du romantisme.
En novembre 1955, il devient professeur de langue et littérature françaises à la Faculté des Sciences Politiques de Florence (à temps partiel dans un premier temps); il le sera jusqu'en 1984.

### 1959-1970: renommée et métamorphose
« Passe quelquefois sous notre maison,
 aie une pensée pour le temps où nous étions encore tous ensemble.
 Mais ne t'arrête pas trop longtemps. »

— Le dur filament, in Du fond des compagnes (éd. 1966)

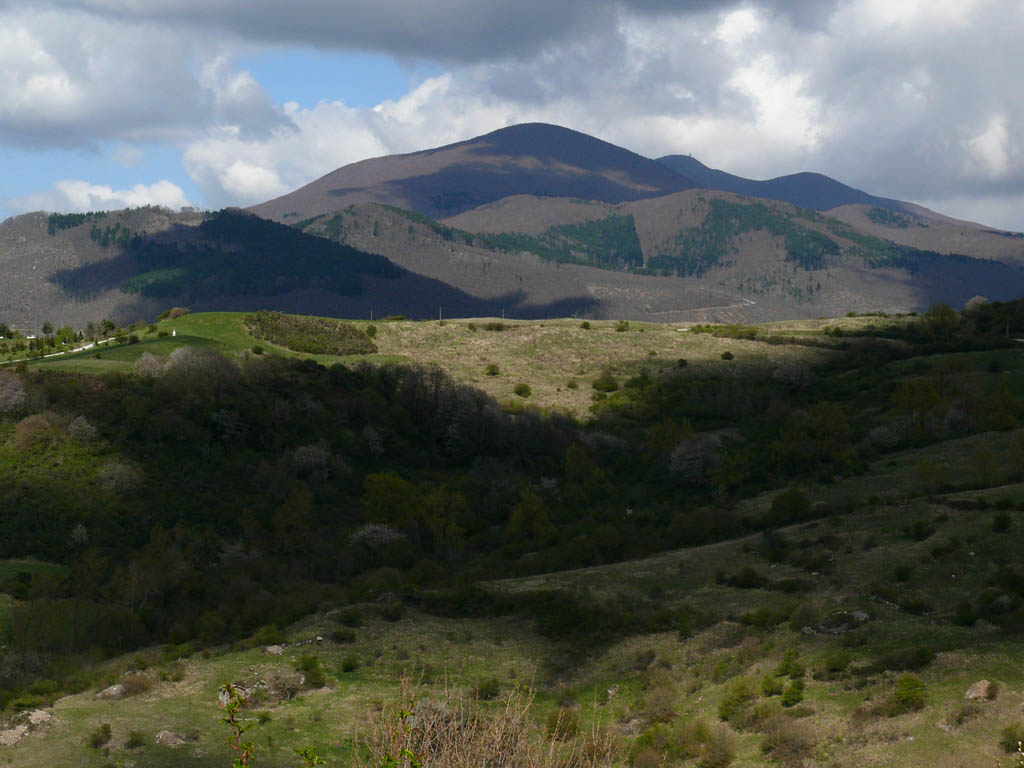
Mont Amiata non loin de Samprugnano

En 1959, Mario Luzi perd sa mère - il dira plus tard dans un entretien : « J'eus en cette circonstance la révélation de l'importance réelle de la foi, de la conjonction des vivants et des morts; à dater de ce moment, j'ai vu la foi comme continuité, pérennité, éternité. »
Cette disparition sera au centre du recueil Du fond des Campagnes (Dal fondo delle Campagne) - le titre fait écho à la prière des morts, le De profundis - dont les poèmes datent de 1956-59 mais qui ne sera publié qu'en 1965.
Luzi dédie aussi à sa mère Le Juste de la vie (Il giusto della vita), somme de ses six premiers recueils de poèmes (de La Barque à Honneur du vrai), publiée en mai 1960. L'ouvrage est salué par une douzaine d'articles dans la presse italienne, dont notamment celui de Giorgio Caproni. Mais d'ores et déjà, cette première partie de son œuvre suffit à « elle seule à lui assigner une place éminente dans l'histoire de la littérature italienne ».
En janvier 1961, Luzi et Bigongiari font la connaissance de Pierre Jean Jouve, venu à Florence recevoir le prix de la Société Dante Alighieri. Jouve et Luzi se feront l'envoi de
leurs livres jusqu'à la mort du poète français en 1976. Le poème de Jouve intitulé Aux amis florentins dans Moires s'adresse plus particulièrement à Mario Luzi et à Piero Bigongiari.
1962, Mario Luzi est invité par Carlo Bo à assurer un cours d'été annuel à l'Université d'Urbin. Le premier cours porte sur Apollinaire. En novembre 1963, il est déchargé de ses fonctions de professeur de lycée et peut se consacrer entièrement à l'enseignement supérieur.
Au même moment paraît son septième recueil Dans le magma (Nel Magma) qui incarne une nouvelle poétique et ouvre la «seconde période» de son œuvre. La deuxième édition (1964) lui vaudra le prestigieux prix Elna-Taormina : à la remise du prix, Luzi rencontre la lauréate pour le domaine étranger Anna Akhmatova, qui si elle « ne prononça pas un seul mot, participa par son silence à l'hommage rendu à sa poésie et à la mienne. Sa figure de matrone vêtue de noir était absorbée en elle-même et immobile, mais non absente. Ce mutisme transcendait sa personne, il nous parvenait comme le cri pétrifié d'une histoire tragique : la sienne et celle de son peuple, et de toute l'humanité mise au supplice par l'arbitraire et par la violence » (Perse e brade, 1990). Une troisième édition enrichie notamment d'une nouvelle section paraît en 1966.
L'année 1965 est pour Luzi à la fois l'année de la naissance de son petit-fils Andrea Luzi (15 avril) et celle de la disparition de son père Ciro Luzi (10 juillet).
À la fin de la décennie se situe les premiers grands voyages : en 1966, en compagnie d'écrivains italiens, parmi lesquels figurent Carlo Levi et Edoardo Sanguineti, l'Union soviétique et la Géorgie; en 1968, l'Inde; en 1970, la Hongrie et la Roumanie, où il rencontre à Budapest le poète Gyula Illyés.

### 1971-1990: un poète et dramaturge à la renommée internationale

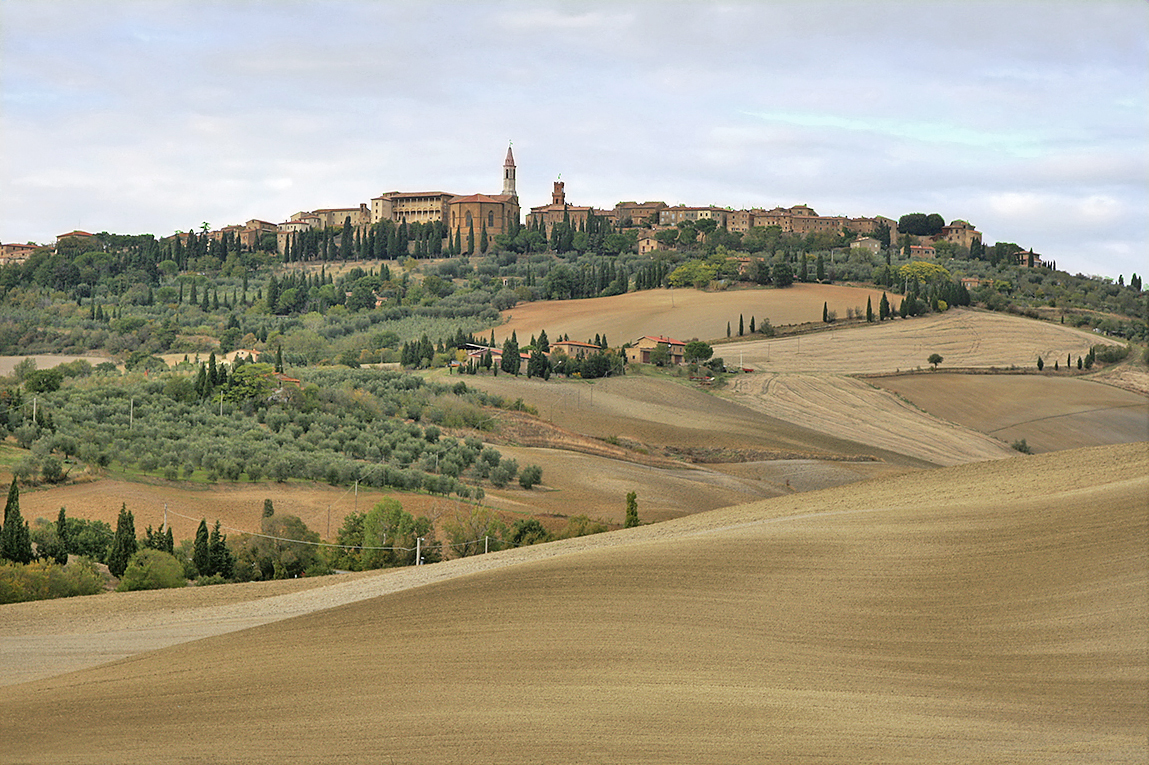
Pienza, séjour estival et spirituel

L'année 1969 voit la reprise de son activité de dramaturge : le chef d'orchestre et compositeur Antonio Verretti demande un livret d'opéra à Mario Luzi. À la suite de la lecture de Synésios de Cyrène - cadeau posthume de son ami Leone Traverso mort l'année précédente, Mario Luzi entreprend alors d'écrire une pièce sur le martyre d'Hypatie (Ipazia), mathématicienne et philosophe d'Alexandrie dont Synésios fut le disciple, et qui mourut lapidée par la foule en l'an 415 de notre ère. Même si l'œuvre ne deviendra jamais un opéra, la pièce sera un énorme succès, notamment lors de sa retransmission télévisée le jour de Noël 1971.
En 1971, paraît son nouveau recueil Sur d'invisibles fondements (Su fondamenti invisibili) qui confirme la nouvelle orientation polyphonique de sa poésie. La critique élogieuse est unanime, et deux éditions sont épuisées en quelques mois. Il reçoit le prix Fiuggi en novembre. De plus, l'originalité et l'humanisme de cette nouvelle voix attire à lui des poètes plus jeunes, nés autour de 1950, avec lesquels il noue des liens d'amitié : ce sont, entre autres, Cesare Viviani, Roberto Mussapi, Eugenio De Signoribus et Milo De Angelis.
1972, après trente ans de vie commune, Mario et Elena Luzi se séparent d'un commun accord; le poète habite désormais seul. À l'automne, Mario Luzi devient titulaire de la chaire de Littérature comparée de l'Université d'Urbin.
La stature de Luzi dans les années soixante-dix devient internationale, emblématique de la culture européenne. L’œuvre est en effet célébrée par de nombreuses traductions et distinctions, et Luzi invité à donner conférences, séminaires ou cours à l'étranger. Ainsi pendant trente ans vont se multiplier les déplacements : États-Unis (1974); Pays-Bas (1975); Irlande (1977), à l'occasion de conférences au Trinity College de Dublin; Paris (1978); Scandinavie (1980); Prague (1980); Chine (1980); de nouveau les États-Unis mais aussi le Canada en 1984; l'Irlande du Nord en 1987 à Belfast, où Mario Luzi est fait docteur honoris causa de l'Université; Paris en 1987, il prend part à un colloque sur la poésie contemporaine organisé à la Sorbonne par Marie-Claire Bancquart; San Francisco (1988) pour le colloque du centenaire de la naissance d'Ungaretti organisé par l'Université Berkeley; Allemagne (1989); Paris (1990), pour une rencontre poétique et lecture à l'Institut du monde arabe; Dublin en 1990 et en 1991 quand il reçoit le Prix Européen de la Culture pour Phrases et incises d'un chant de salut; Avignon (1991), où lors du festival il participe à un hommage à Edmond Jabès; Paris (1992), il est invité à la Maison de la Poésie pour un dialogue public avec Yves Bonnefoy sur l'héritage de Mallarmé; New York (1993); Pologne (1994); Jérusalem (1995); Turquie (1997); Espagne (1998), pour un colloque sur Leopardi; Paris de nouveau en 2001, où Luzi est invité au Salon du Livre en compagnie d'autres auteurs italiens...
Au printemps 1978, son nouveau recueil Au feu de la controverse (Al fuoco della controversia) obtient le prix Viareggio, l'un des principaux prix littéraires italiens. À l'été suivant, Mario Luzi fait la connaissance à Pienza de Don Fernaldo Flori. C'est le début d'un long dialogue : Luzi passera chaque été de 1981 à 1995 (jusqu'à la mort de Don Flori) à Pienza en sa compagnie. Le poète donnera une préface à l'édition posthume (1996) de la dernière année des Journaux spirituels de Don Flori, et lui consacrera toute une section, intitulée Floriana, de son ultime recueil Doctrine du complet débutant (2004).
1981 : Mario Luzi devient titulaire de la chaire de littérature française à la Facoltà di Magistero de Florence; il doit cumuler cet enseignement avec son poste à la Faculté des Sciences Politiques qui ne s'achève qu'en 1983 - la dernière année aura été consacrée à Proust. En 1983 a lieu la parution, sous le titre Mario Luzi, une vie pour la culture, d'un important volume d'hommages reprenant les principaux articles critiques consacrés à Luzi depuis 1935; hommages qui seront tout aussi nombreux l'année suivante à l'occasion de ses 70 ans.
Luzi continue de composer des œuvres qui s'avèrent inattendues : ainsi le recueil Pour le baptême de nos fragments (Per il battesimo dei nostri frammenti) (1985) inaugure la «troisième période» de l’œuvre de Mario Luzi - celle des larges recueils savamment architecturés. Ce mouvement sera poursuivi en 1990 avec le recueil Phrases et incises d'un chant de salut (Frasi e incisi di un canto salutare).
Du 27 au 30 juin 1986, Mario Luzi préside à Florence un « Congrès mondial des poètes » (organisé par le PEN Club) auquel prennent notamment part Yves Bonnefoy, Edmond Jabès et Czeslaw Milosz. Il reçoit le prix Librex-Guggenheim-Montale.

### 1991-2005: la vigueur d'une ultime période créatrice
Durant les années 1990, Mario Luzi n'hésite pas à s'engager politiquement : ainsi en janvier 1991, il prend publiquement position contre la guerre du Golfe; en avril 1994, dans un discours à Varsovie, il exprime son inquiétude face à la «nouvelle droite» italienne au pouvoir, et à la montée de l'extrême droite séparatiste du Nord et déclenche une polémique; et au printemps 1996, lors de la campagne électorale, préoccupé par la situation de la politique italienne, il prend parti pour le mouvement de l'Olivier de Romano Prodi. En mai 1999, il signe une pétition de protestation (Svegliati Europa umiliata, in Il Manifesto, 23 mai 1999) contre la guerre en Serbie, signée par plusieurs écrivains et intellectuels européens de renom (entre autres Rafael Alberti, Carlo Bo, Harold Pinter et Fernanda Pivano).
Quant au poète il ne cesse de composer : en mars 1994, parution du recueil Voyage terrestre et céleste de Simone Martini (Viaggio terrestre e celeste di Simone Martini). Des extraits sont lus au Palazzo pubblico de Sienne à l'occasion de la présentation de la Maestà de Simone Martini nouvellement restaurée.
Les 80 ans du poète (octobre) sont de nouveau l'occasion de nombreux hommages et de rencontres autour de son œuvre, à Florence, Rome et Venise notamment. Un volume intitulé Per Mario Luzi rassemble ainsi les hommages de Rafael Alberti, Jorge Amado, Enis Batur, Yves Bonnefoy, Joseph Brodsky, Seamus Heaney, Ted Hughes, Philippe Jaccottet, Gabriel García Márquez, Czesław Miłosz, Alvaro Mutis, Stephen Spender... Mario Luzi est fait citoyen d'honneur de San Miniato, en souvenir de ses années d'enseignement à l'Institut Carducci.
Au 58e Mai Musical Florentin (1995) est créé Felicità turbate, un drame en vers sur la vie de Pontormo, mise en scène de Federico Tiezzi, avec des interludes pour quatuor à cordes de Giacomo Manzoni.
Le 7 janvier 1997 à Reggio d'Émilie, Mario Luzi prononce, en présence des principaux représentants de l'État italien, le discours officiel (Per il bicentenario del Tricolore) du bicentenaire du drapeau vert-blanc-rouge symbolisant l'unité italienne; le même discours, en 1897, avait été demandé à Giosuè Carducci. Mario Luzi déclare notamment : « L'Italie n'a jamais été un pays qui pin se reposer sur ses justifications acquises. Elle a toujours été vraie et indubitable dans sa tension vers une identité à atteindre : si elle n'a pas été une perpétuelle utopie, c'est qu'elle n'a pas été du tout. »
Parutions du livre de proses Mari e monti et de la pièce Ceneri e ardori.
Consécration en octobre 1998, avec la parution de L'Œuvre poétique de Mario Luzi (présentation et notes de Stefano Verdino) dans la collection « I Meridiani », l'équivalent italien de la «Bibliothèque de la Pléiade» et n'accueillant, comme celle-ci, que très peu d'auteurs vivants. L'œuvre poétique y est divisée en trois parties : à La giusto della vita et à Nell'opera del mondo vient s'ajouter un troisième ensemble Phrases dans la lumière naissante (Frasi nella luce nascente), section qui rassemble les trois livres parus depuis 1985 (Pour le baptême de nos fragments, Phrases et incises d'un chant de salut, Voyage terrestre et céleste de Simone Martini). Le premier tirage est épuisé en deux mois.
Le 2 avril 1999, Vendredi saint, un texte de Mario Luzi, La Passion (La Passione), est lu à Rome en présence de Jean-Paul II à l'occasion du traditionnel chemin de croix du Colisée.
Le 3 juillet, inauguration à Pienza du « Centro Mario Luzi - La Barca», qui accueille plus de neuf mille volumes de la bibliothèque du poète et de nombreux documents, et doit un jour recueillir la totalité de ses archives. Ce centre héberge les études luziennes et publie régulièrement des «Cahiers Luzi».
Pour le septième centenaire de la construction de la cathédrale Santa Maria del Fiore de Florence est créé le 2 octobre 1999, en la cathédrale même, Notre fleur, fleuris encore (Fiore nostro fiorisci ancora). Le même mois, paraît le quatorzième et avant-dernier recueil de Luzi : À l'image de l'homme (Sotto Specie Umana).
Fin août 2000, à Bologne, le poète prononce un discours sur la paix à l'occasion du Congrès international des Sociétés de Philosophie de Langue française.
2002 : décès de sa sœur aînée Rina Luzi (née en 1912). En septembre 2003, il a une crise cardiaque à Pienza, mais secouru rapidement, il parvient à en réchapper.
En 2004, à presque 90 ans, paraît l'ultime grand recueil de Luzi - recueil au titre révélateur du constant renouvellement de son œuvre :  Doctrine du complet débutant (Dottrina dell'estremo principiante). En novembre, à l'occasion de son 90e anniversaire, Mario Luzi est nommé sénateur à vie par le président de la République italienne.
Quelques mois plus tard, le 28 février 2005 au matin, Mario Luzi décède à son domicile, Via Bellariva à Florence. Un hommage officiel est rendu à sa dépouille dans le salon des Cinq Cents du Palazzo Vecchio de Florence. Les obsèques nationales à la cathédrale Santa Maria del Fiore sont célébrées par le cardinal Antonelli en présence, notamment, du Président de la République italienne, Carlo Azeglio Ciampi. Une plaque en son honneur est apposée dans la célèbre basilique de Santa Croce à Florence. Il est enterré dans le cimetière de Castello (Florence).

## Œuvre

### Le juste de la vie (1935-1960)
« Amis depuis la barque on voit le monde »

— À la vie in La Barque (trad. J.-Y. Masson)
Le premier recueil La Barque (la Barca) est une œuvre pleine de fraîcheur et d'harmonie.
On y trouve déjà l'essentiel des thèmes luziens : la nature des paysages toscans, les éléments premiers et leurs métamorphoses comme l'eau (rivière, fleuve, mer, pluie); la fragilité des êtres, de la vie; les femmes (notamment les jeunes filles et les mères); le voyage, la quête métaphysique et spirituelle, le recueil tout entier étant empreint de religion.
Fort contraste avec le recueil suivant, le sombre et froid Avènement nocturne (Avvento notturno) (1940) comprend des poèmes écrits entre 1936 et 1939, et reflète surtout la brutalité de l'époque fasciste : la figure de l'homme y est terriblement absente. Les métaphores resserrées, presque abstraites, deviennent rapidement les icônes du mouvement hermétique florentin ainsi les célèbres premiers vers d'Ivoire (Avorio) :

« Il parle, le cyprès d'équinoxe, obscur
et montagneux exulte le chevreuil
au-dedans des sources rouges
les juments lavent de leurs baisers lentement les crinières »

— Ivoire in Avènement nocturne (trad. Jean-Yves Masson)
L'écriture ciselée, à la métrique parfaite, servant un imaginaire baroque et sensible digne de Dino Campana ou d'Arthur Rimbaud, fait par ailleurs montre d'une grande culture, où prédominent les références aux œuvres d'Eliot, Mallarmé, Rilke ou encore Valéry.
À la différence de bien des livres de poèmes nés de la guerre, Une libation (Un Brindisi) écrit entre 1941 et 1944, « n’est pas un cri de révolte, un acte de foi pacifiste, un appel au combat ou une plainte ». Si la plupart du temps il reflète la noirceur et l'omniprésence de la guerre, l'ample poème central éponyme, « écrit dans une sorte d'excitation orgiaque » (Luzi) se libère de la métrique et de la rime classique, et ne renonce pas à quelque espoir, signifié par ailleurs dans quelques poèmes : Sève (Linfe) et surtout le dernier Diane, réveil (Diana, risveglio).
Luzi veut quitter sa tour d'ivoire, s'éloigner de la tradition lyrique éthérée de Pétrarque pour se rapprocher du réel, de l'Enfer, selon le modèle de Dante, évolution qui sera confortée par la lecture des Quatre quatuors de T. S. Eliot.
Le Cahier Gothique (Quaderno Gotico) (écrit en 1945) est constitué de 14 poèmes soit autant que les vers d'un sonnet. C'est, de l'aveu de Luzi lui-même, « l'album d'un amour d'autant plus exaltant et habité qu'il était nécessaire à l'âme, après l'aridité, la peur, l'angoisse, la haine » des années de guerre. Le terme « gothique » placé à l’orée du livre est une référence à Dante et aux poètes du dolce stil novo, principalement à Guido Cavalcanti : pour cette école qui a fleuri à Florence et à Bologne à la fin du XIIIe siècle et au début du XIVe siècle, la femme assume le rôle d’ange au sein d’un amour conçu comme itinéraire spirituel. Selon J.-Y. Masson, cette œuvre « reste l'une des créations les plus parfaites de Luzi ».
« Des recueils comme Une libation et Cahier gothique amorcent ce dialogue, jamais interrompu depuis, entre les prestiges de la langue et l’expérience cruelle, sans cesse recommencée, d’une réalité qui fracture tous les systèmes et toutes les images. » (B. Simeone)
Si Prémices du désert (Primizie del deserto) (1952) « est un livre majeur [...] c'est par le souci de parler juste, de dire le vrai. Non pas de saisir la vérité dans une doctrine figée », mais d'être à l'écoute de la vie en sa perpétuelle métamorphose (lumière, vent, temps, lieux, espaces, etc.). Ce recueil est certainement le sommet de la première période, celui d'un classicisme lumineux, où la langue enlace le réel pour en dire la permanence, notamment au travers de réminiscences de Dante, Leopardi et T. S. Eliot.
Quant à Honneur du vrai (Onore del vero) (1956), ce recueil l'éloigne encore un peu plus de l’hermétisme, dont la leçon stylistique et morale s’exprimera dorénavant à travers des formes souples, soumises à un constant principe de variation.
Les poèmes Du fond des Campagnes (Dal fondo delle Campagne), écrits entre 1956 et 1959 et constamment retouchés jusqu'à leur parution en 1965, centrés sur la terre siennoise et sur la figure de la mère disparue, affirment qu’il est vital de briser « le dur filament d’élégie » et de s’arracher aux tentations d'un lyrisme introverti et régressif. L’arrière-pays de Sienne y devient un paysage de l’âme et l’emblème le plus intime de toute l’œuvre du poète.

### Dans l’œuvre du monde (1960-1985)
« C'est difficile de t'expliquer. Mais sache que le chemin
était plus long pour moi que pour vous
et passait par d'autre endroit. »

— Près du Bisenzio in Dans le magma (trad. P. Renard, B. Simeone)
La publication de Dans le magma (Nel Magma), qui connaîtra des remaniements considérables avant de trouver sa version définitive, marque le début de la «seconde période» de l’œuvre de Mario Luzi, et l'éloignement définitif d'avec les principes de l'hermétisme. « La poésie de Luzi devient dialoguée, tend vers l’oratorio et s’ouvre à toutes les sollicitations d’une controverse spirituelle et idéologique dépassant les catégories, dans une crise généralisée des valeurs. » (B. Simeone) Cette poésie « polyphonique », où le moi poétique entre en résonance avec d’autres sujets actifs et parlants, crée une dialectique parfois violente, inscrite dans le quotidien : ainsi le surprenant poème d'ouverture Près du Bisenzio où le poète est verbalement agressé par « quatre hommes [...] mâchant du chewing-gum », parce que lui le poète n'est pas des leurs. Tout en maintenant la densité métaphysique et spirituelle des recueils précédents, ce recueil incarne une ouverture en direction de la poésie narrative, une nouvelle poétique, dont Luzi énonce lui-même le principe en ces termes : « l'expérience purement individuelle d'un poète ne saurait plus à elle seule garantir la justesse du dire poétique, l'avenir est à une forme poétique qui sache accueillir une pluralité de voix et d'expériences, et intègre la dimension d'affrontement, de débat, inhérente à la modernité ».

« le fleuve descendu de la montagne 

ne porte pas toutes les voix 

qui aujourd’hui me blessent joyeuses
 
et sombres au sommet de ce pont arqué.

[...]
et je regarde l’unité

que dans le multiple crée la vie ; la vie même »

— Le fleuve in Sur d'invisibles fondements (trad. P. Renard, B. Simeone)
Neuvième opus, Sur d'invisibles fondements (Su fondamenti invisibili) instaure dès 1971 la forme que la poésie luzienne conservera jusqu’aux livres les plus récents : « la phrase luzienne devient une longue laisse brisée, où typographie, rythme et sens ne forment qu’une seule entité dans laquelle le poète paraît s’affranchir de toutes ses déterminations et produire un poème où la diction et l’écoute sont inséparables.
Le poète est devenu scribe d’une réalité magmatique, dominée par le principe de métamorphose (Luzi fut un lecteur très attentif de l’Indien Aurobindo) » (B. Simeone) Lyrisme et pensée s’affrontent et se complètent, réactivent l’utopie, incarnée par Dante, d’une poésie métamorphique et pluri-linguistique, n’opposant aucune rigidité à l’émergence du réel et de l’événement.

« Pensées

que j’ai perçues, vibrantes

dans l’air, en éveil

entre la pierre intacte et celle déjà formée.

Ô atelier. »

— Atelier de Venturino in Au feu de la controverse (trad. B. Simeone)
Au feu de la controverse (Al fuoco della controversia), en 1978, est sans doute le livre où Luzi se laisse interroger par la pluralité du réel, par l’impossibilité de le dire et par la fin de toute globalité envisageable.

### Phrases dans la lumière naissante (1985-2005)
Cette dernière période, faite de grands livres savamment architecturés, symphoniques, témoigne d'une spiritualité de plus en plus forte où le poème va jusqu'à devenir prière.
Pour le baptême de nos fragments (Per il battesimo dei nostri frammenti) (1985) inaugure cette «troisième période». « Le poète laisse sa voix s’effacer devant le discours naturel, celui d’un univers où le sens est soumis à de terribles éclipses (le mal, la violence, l’angoisse et son enfermement), mais perdure au-delà de la perception que l’homme peut avoir de lui. » (B. Simeone)
Phrases et incises d'un chant de salut (Frasi e incisi di un canto salutare) (1990) est certainement le recueil où le poème incarne le mieux la prière chrétienne, mêlant la quête de l'Unité à une sorte de théologie apophatique appliqué au réel, à la vie, au monde.

« Heureuse liberté qui nous attend

au-delà des règles suivies

nous artistes, et aussi notre œuvre.

Toute fraîche elle retourne in mente Dei,

nous dans le vague. »

— Voyage terrestre et céleste de Simone Martini (trad. B. Simeone)
Autre approche, Voyage terrestre et céleste de Simone Martini (Viaggio terrestre e celeste di Simone Martini), dédié « à la ville de Sienne, à mon adolescence, à la mémoire de mes camarades », s'apparente à l'art du roman en vers. Œuvre symphonique, incantatoire, dont la polyphonie des voix (celles des différents personnages) s'inscrit dans la durée et l'espace d'un ultime voyage fictif de Simone Martini d'Avignon à Sienne. Questionnement métaphysique (notamment sur la création et l'artiste - Martini apparaissant clairement comme un alter-ego de Luzi) et spirituel ("céleste") sous-tendent une narration enracinée dans le quotidien d'un cheminement terrestre. « Plus encore que dans les livres antérieurs, le texte est à la fois posé sur la page et profondément embryonnaire, il vit d’une succession de nœuds et de ventres, de pleins et de déliés, de condensations fulgurantes et de dilutions, comme occupé à métamorphoser ce qui, en lui pourrait se figer, succomber à la tentation du dogme. De sorte qu’au lecteur s’offrent d’un même geste l’œuvre et l’atelier. » (B. Simeone)
Avec les poèmes d'À l'image de l'homme (Sotto Specie Umana) qui sont attribués à un double imaginaire du poète, Lorenzo Malagugini, Luzi se tourne vers le livre-poème d'un journal intime. Les onze sections du livre sont en effet les fragments posthumes, recueillis par ses amis, de son journal intime dont le fil conducteur, écrit Mario Luzi en tête du livre, serait l’idée d’un « noviciat incessant ».
L'ultime et quinzième opus Doctrine du complet débutant (Dottrina dell'estremo principiante) - au titre significatif lorsque l'on sait que Mario Luzi a alors 90 ans et plus de 70 ans de création littéraire derrière lui !, ne signifie pas un quelconque aboutissement mais, a contrario, referme à la toute dernière page l’œuvre sur son commencement, dans un perpétuel devenir des éléments et des contraires, à la consonance héraclitéenne :

« La barque, l'enchantée

charpente

      entre l'eau et l'air

le soleil et l'ombrage. »

## Œuvres de Luzi

### Poésie
- Il giusto della vita:

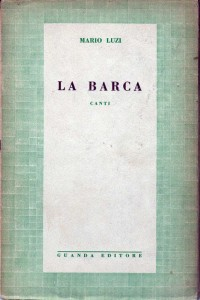
"La Barca" (1935)

  - [LB35] (it) La barca, Parme, Guanda, 1935, 52 p.; nouvelle édition remaniée: [LB42] (it) La Barca, Florence, Parenti, 1942, 56 p.
  - [AN] (it) Avvento notturno, Florence, Vallecchi, 1940, 72 p.
  - [UB] (it) Un brindisi, Florence, G.C. Sansoni, 1946, 72 p.
  - [QG] (it) Quaderno gotico, Florence, Vallecchi, 1947, 36 p.
  - [PDD] (it) Primizie del deserto, Milan, Schwarz, 1952, 36 p.
  - [ODV] (it) Onore del vero, Venise, Neri Pozza, 1957, 80 p.
  - [IGDV] (it) Il giusto della vita, Milan, Garzanti, 1960 - inclut tous les recueils précédents et quelques poésies éparses
- Nell’opera del mondo:
  - [DFDC] (it) Dal fondo delle campagne, Turino, Einaudi, 1965, 64 p.[66]
  - [NM63] (it) Nel magma, Milan, All'Insegna del Pesce d'Oro, 1963, 40 p. (11 poèmes); 2e édition: [NM64] (it) Nel magma, Milan, All'Insegna del Pesce d'Oro, 1964, 44 p. (11 poèmes); 3e édition augmentée: [M66] (it) Nel magma, Milan, Garzanti, 1966, 72 p.
  - [SFI] (it) Su fondamenti invisibili, Milan, Rizzoli, 1971, 64 p.
  - [AFDC] (it) Al fuoco della controversia, Milan, Garzanti, 1978, 104 p.
  - [NODM] (it) Nell’opera del mondo, Milan, Garzanti, 1979 - regroupe tous les recueils de Nel Magma (1963) à Al fuoco della controversia (1978)
- Frasi nella luce nascente:
  - [PIBDNF] (it) Per il battesimo dei nostri frammenti, Milan, Garzanti, 1985, 224 p. (ISBN 88-11-63474-1)
  - [FEI] (it) Frasi e incisi di un canto salutare, Milan, Garzanti, 1990, 280 p. (ISBN 88-11-63473-3)
  - [VTEC] (it) Viaggio terrestre e celeste di Simone Martini, Milan, Garzanti, 1994, 224 p. (ISBN 88-11-63471-7)
  - [SSU] (it) Sotto specie umana, Milan, Garzanti, 1999, 241 p. (ISBN 88-11-63475-X)
  - [DDEP] (it) Dottrina dell'estremo principiante, Milan, Garzanti, 2004, 192 p. (ISBN 88-11-63044-4)
- anthologies:
  - (it) Poesie : antologia, Milan, Garzanti, 1974
  - (it) Il silenzio, la voce, Florence, Sansoni, 1984
  - (it) L’alta, la cupa fiamma : antologia, Milan, Rizzoli, coll. « BUR », 1992
  - (it) Flos. Poesie per Firenze, San Marco dei Giustiniani
- sommes:
  - [GLI ELEFANTI I] (it) Tutte le poesie : volume I, Milan, Garzanti, coll. « Gli Elefanti », 1988
  - [GLI ELEFANTI II] (it) Tutte le poesie : volume II, Milan, Garzanti, coll. « Gli Elefanti », 1998
  - [I MERIDIANI] (it) L'Opera Poetica, Milan, Arnoldo Mondadori Editore, coll. « I Meridiani », 2010, 7e éd. (1re éd. 1998), 1934 p. (ISBN 978-88-04-45288-1): l'édition de référence comprenant l'ensemble de ses recueils excepté ceux parus après 1998.
- autres:
  - [SOVP] (it) Semiserie, Salerne, Il Catalogo, 1979: repris sous le titre Semiserie ovvero versi per posta en appendice in L'opera Poetica (I Meridiani), p. 1199-1213 (8 poèmes)
  - [PEB] (it) Perse e brade : poesie e traduzioni, Rome, Newton Compton, 1990: repris en appendice in L'opera Poetica (I Meridiani), p. 1161-1198
  - [TDO] (it) Torre delle ore : Quattro lieder per voce e pianoforte e due rittrati di Arnoldo Ciarrochi, Milan, All’insegna del Pesce d’Oro, 1994, 86 p.: cycle de quatre petits poèmes lyriques repris en appendice in L'opera Poetica (I Meridiani), p. 1235-1238
  - [SD] (it) Sia Detto, Annuario della Fondazione Schlesinger, 1995: repris en appendice in L'opera Poetica (I Meridiani), p. 1215-1234
  - [LNT] (it) Lasciami non trattenermi, Milan, Garzanti, 2008, 154 p. (ISBN 978-88-11-63212-2): posthume, comprenant les derniers poèmes, des poèmes épars inclus dans ses pièces de théâtre, des textes retrouvés, etc.

#### En français
- Vie fidèle à la vie : anthologie poétique (trad. Pascale Charpentier, Antoine Fongaro et Michel Orcel), Paris-Rome, Obsidiane/Villa Médicis, 1984 (édition bilingue)
- L’Incessante Origine (Dal fondo delle campagne, Nel magma, Su fondamenti invisibili) : poèmes (trad. Philippe Renard et Bernard Simeone, préf. Philippe Renard, postface Bernard Simeone), Paris, Flammarion, 1985 (édition bilingue)
- Pour le baptême de nos fragments (Per il battesimo dei nostri frammenti) : poèmes (trad. Philippe Renard et Bernard Simeone), Paris, Flammarion, 1987 (édition bilingue, précédée d’un entretien avec l’auteur)
- Mi-figue, mi-raisin (Semiserie) : poèmes (trad. Éliane Deschamps), Caen, L’Échoppe, 1989 (édition bilingue)
- Cahier gothique (Quaderno gotico) précédé de Une libation (Un brindisi) : Poèmes (trad. de l'italien par Jean-Yves Masson), Lagrasse, Éditions Verdier, 1989, 143 p. (ISBN 978-2-86432-092-0 et 2-86432-092-4) (édition bilingue)
- [ORPHEE 1991] Dans l’œuvre du monde : anthologie poétique (trad. Philippe Renard et Bernard Simeone), Paris, La Différence, coll. « Orphée », 1991 (édition bilingue)
- La Barque (La barca) suivi de Avènement nocturne (Avvento notturno) : poèmes (trad. Jean-Yves Masson), Paris, La Différence, 1991 (édition bilingue, précédée d’un entretien avec l’auteur)
- Prémices du désert (Primizie del deserto) suivi de Honneur du vrai (Onore del vero) (trad. Antoine Fongaro et Jean-Yves Masson, préf. Jean-Yves Masson), Paris, La Différence, 1994 (édition bilingue).
- [PLEIADE 1994] Collectif sous la direction de Danielle Boillet, « Mario Luzi », dans Anthologie bilingue de la poésie italienne, Gallimard, coll. « Bibliothèque de la Pléiade », 1994, 1872 p. (ISBN 207011371X), p. 1352-1355: à noter que Luzi et Zanzotto sont les seuls auteurs vivants retenus dans cette anthologie.
- Voyage terrestre et céleste de Simone Martini (trad. de l'italien par Bernard Simeone), Lagrasse, Éditions Verdier, 1995, 205 p. (ISBN 2-86432-206-4)
- À l'image de l'homme : poèmes (trad. de l'italien par Jean-Yves Masson), Lagrasse, Éditions Verdier, 2004, 224 p. (ISBN 978-2-86432-408-9 et 2-86432-408-3)
- [POESIE-GALLIMARD 2005] Prémices du désert (trad. Antoine Fongaro et Jean-Yves Masson, préf. Jean-Yves Masson), Paris, Gallimard, coll. « Poésie », 2005 (Malgré son titre, il s'agit de la traduction intégrale d'Il Giusto della Vita, somme poétique de la première phase de Luzi, ensemble des six premiers recueils)

### Théâtre
- [I] (it) Ipazia, Milan, All’insegna del Pesce d’Oro, 1973
- [LDI] (it) Libro di Ipazia, Milan, Rizzoli, coll. « BUR », 1978 reprend Ipazia qui est suivie sa suite Il Messagero
- [R] (it) Rosales, Milan, Rizzoli, coll. « BUR », 1983: troisième drame en vers de Mario Luzi. Il s'agit d'une libre réinterprétation de l'assassinat de Trotski; le personnage de Rosales, un avatar de Don Juan, est inspiré par le marquis de Villanova, poète espagnol ultra-réactionnaire rencontré à Florence pendant la guerre.
- [H] (it) Hystrio, Milan, Rizzoli, 1983, quatrième drame en vers sur la solitude de l'artiste
- [CDC] (it) Corale della città di Palermo per santa Rosalia, Genève, San Marco dei Giustiniani, 1989
- [IP] (it) « Il Purgatorio. La notte lava la mente, drammaturgia di un’ascensione », dans La Commedia (con Giovanni Giudici e Edoardo Sanguineti), Genève, Costa & Nolan, 1990
- [IPLC] (it) Io, Paola, la commediante, Milan, Garzanti, 1992, 39 p. (ISBN 88-11-64016-4), en hommage à Paola Borboni
- [PO] (it) Pietra oscura : opera drammatica inedita del 1947, a cura di Stefano Verdino, Bologne, coll. « I quaderni del battello ebbro », 1994
- [FT] (it) Felicità turbate : dramma musicale, Milan, Garzanti, 1995 sur la vie de Pontormo
- [CEA] (it) Ceneri e ardori (Cendres et ardeurs), Milan, Garzanti, 1997, 79 p. (ISBN 88-11-64032-6), drame en vers, sur les derniers jours de Benjamin Constant
- [FNFA] (it) Fiore nostro fiorisci ancora, 1999
- [OF] (it) Opus florentinum, 2000
- [IFDD] (it) Il fiore del dolore, Florence, 2003: drame sur le calvaire de don Pino Puglisi.

#### En français
- Livre d’Hypatie : théâtre (trad. de l'italien par Bernard Simeone), Lagrasse, Éditions Verdier, 1994, 121 p. (ISBN 2-86432-197-1)

### Essais
- [LOC] (it) L'Opium chrétien, Parme, Guanda, 1938 - essai sur François Mauriac
- [UIP] (it) Un'illusione platonica e altri saggi, Florence, Rivoluzione, 1941
- [LIEIL49] (it) L'inferno e il limbo, Florence, Marzocco, 1949 - nouvelle édition remaniée: [LIEIL64] (it) L'inferno e il limbo, Milan, Il Saggiatore, 1964
- [SSM] (it) Studio su Mallarmé, Florence, Sansoni, 1952
- [ADGN] (it) Aspetti della generazione napoleonica e altri saggi di letteratura francese, Parme, Guanda, 1956
- [LIS] (it) L’idea simbolista, Milan, Garzanti, 1959
- [LSDC] (it) Lo stile di Constant, Milan, Il Saggiatore, 1963
- [TIQ] (it) Tutto in questione, Florence, Vallechi, 1965: ensemble des articles publiés dans La Chimère entre 1954 et 1955
- [P] (it) « Poesia », dans Poesia e romanzo (it), Rizzoli, 1973, ouvrage co-écrit avec Carlo Cassola, auteur du 2e essai intitulé Romanzo.
- [VEF] (it) Vicissitudine e forma, Milan, Rizzoli, 1974
- [DN] (it) Discorso naturale, Milan, Garzanti, 1984, 174 p. (ISBN 88-11-67613-4)
- [S] (it) Scritti, a cura di Giancarlo Quiriconi, Venise, Arsenale, 1989
- [CDAM] (it) Cronache dell’altro mondo, saggi critici, a cura di Stefano Verdino, Genève, Marietti, 1989
- [DEL] (it) Dante e Leopardi o della modernità, Rome, Editori Riuniti, 1991
- [NCDO] (it) « Nel cuore dell’orfanità, saggio su Rimbaud », dans Opera completa di Rimbaud, Turino, Einaudi-Gallimard, coll. « Biblioteca della Pléiade », 1992
- [NDP] (it) Naturalezza del poeta, Milan, Garzanti, 1995
- [VEV] (it) Vero e verso : scritti sui poeti e sulla letteratura, 2002

### Prose
- [BAE] (it) Biografia a Ebe, Florence, Vallecchi, 1942 aujourd'hui repris dans Trame (1983)
- [T] (it) Trame, Milan, Rizzoli, 1982
- [MIM] (it) Mari i monti, Florence, Il ramo d'oro, 1997

#### En français
- Lieux : sept proses (trad. Philippe Renard et Bernard Simeone, ill. Venturino Venturi), Pérouges, Maison du livre de Pérouges, 1985, 60 p.
- Trames : proses (trad. de l'italien par Philippe Renard et Bernard Simeone), Lagrasse, éditions Verdier, 1986, 128 p. (ISBN 2-86432-054-1)

### Traduction
- [LCDA] (it) La cordigliera delle Ande e altri versi tradotti, Turino, Einaudi, 1983: rassemble toutes ses traductions poétiques (on y trouve notamment ses transpositions très personnelles des sonnets de Mallarmé).

### Correspondances
- avec Carlo Betocchi : (it) Mario Luzi e Carlo Betocchi, lettere 1933-1984, Florence, Società Editrice Fiorentina, 2006
- avec Giorgio Caproni : (it) Carissimo Giorgio, carissimo Mario : lettere 1942-1989, Milan, Scheiwiller, 2004, 80 p. (ISBN 88-7644-434-3)

### Autres ouvrages
- [RVC] (it) Reportage : un poemetto seguito dal Taccuino di viaggio in Cina, Milan, 1980
- [LL] (it) La Lite : oratorio per voce recitante coro e orchestra, libretto di M. Luzi, musica di L. Sampaoli, Rimini, Meeting per l'amicizia fra i popoli, 1989.
- [LES] (it) Leggere e scrivere, colloquio con Mario Specchio, Florence, Marco Nardi, 1993, livre d'entretiens avec Mario Specchio, comportant d'importants témoignages autobiographiques sur ses années de formation, ses amitiés, ses lectures.
- [AB] (it) A Bellariva : Colloqui con Mario, Lugano/MilanoFirenze/New York, Annuario della fondazione Schlesinger, 1995 repris in L'Opera Poetica (I Meridiani), p. 1239-1292
- [CQPAV] (it) Cantami qualcosa pari alla vita, auto-lettura, a cura di Davide Rondoni, Forli, Nuova Compagnia Editrice, 1996
- [PDC] (it) La porta del cielo. Conversazioni sul cristinanesimo, a cura di Stefano Verdino, Casale Monferrato, Piemme, 1997
- [CI] (it) A.M. Murdocca(a cura di) (préf. S. Verdino), Conversazioni. Interviste 1953-97, Fiesole, Cadmo, 1998
- [GEP] (it) Giustizia e politica tra prima e seconda Repubblica, 1998 co-écrit avec Rocco Buttiglione
- [LP] (it) La Passione : Via Crucis al Colosseo, Milan, Garzanti, 1999, 77 p. (ISBN 88-11-66968-5)
- [AD] (it) L'avventura della dualita, Florence, Giubbe Rosse, 2003

## Principaux prix et distinctions

### Prix
- 1949: Prix Saint-Vincent pour L'Enfer et les limbes
- 1953: Prix Carducci pour Prémices du désert
- 1957: Prix Marzotto partagé avec Umberto Saba
- 1964: Prix Elna-Taormina
- 1971: Prix Fiuggi
- 1978: Prix Viareggio pour Au feu de la controverse
- 1985: Prix Mondello pour le recueil Pour le baptême de nos fragments
- 1986: Prix Librex-Guggenheim-Montale
- 1987: Prix Faltrinelli, décerné par l'Accademia dei Lincei de Rome
- 1991: Prix Européen de la Culture pour Phrases et incises d'un chant de salut
- 2000: Prix Dino Campana pour Sotto specie umana
- 2001: Prix Carducci pour Opus fiorentinum

### Distinctions
- 1992: Citoyen d'honneur de la ville de Sienne.
- 1994: Citoyen d'honneur de la ville de Gênes.
- 1994: Chevalier grand-croix de l'Ordre du Mérite de la République italienne - TBC
- 1997: Chevalier de la Légion d'Honneur
- 2000: Médaille du mérite de la culture et de l'art
- 2004: Sénateur à vie